# Clarke MacArthur
Clarke MacArthur (né le 6 avril 1985 à Lloydminster au Canada) est un joueur professionnel canadien de hockey sur glace.

## Biographie
Il commence sa carrière en 2002 avec les Tigers de Medicine Hat dans la Ligue de hockey de l'Ouest. Il participe avec l'équipe LHOu au Défi ADT Canada-Russie en 2003 et 2004. Il est choisi au cours du repêchage d'entrée 2003 dans la Ligue nationale de hockey par les Sabres de Buffalo en 3e ronde, en 74e position. Depuis 2004, il joue aux Americans de Rochester. Il a fait également ses premières apparitions avec les Sabres de Buffalo lors de la saison 2006-2007.
Le 3 mars 2010, il est échangé par les Sabres aux Thrashers d'Atlanta en retour de deux choix au repêchage de 2010.
Le 28 août 2010, il signe un contrat d'un an d'une valeur de 1,1 million de dollars avec les Maple Leafs de Toronto. Le 5 juillet 2011, il obtient une prolongation de contrat de deux ans pour 6,5 millions de dollars.
Le 5 juillet 2013, il signe un contrat de 2 ans avec les Sénateurs d'Ottawa pour 6,5 millions de dollars, pour lequel il obtient une prolongation de 5 ans pour 23,25 millions de dollars le 19 août 2014. Le 25 septembre 2016, il subit une commotion cérébrale lorsqu'il se fait frapper par le jeune défenseur Patrick Sieloff lors d'un match simulé au camp d'entraînement des Sénateurs. Il s'agit alors de sa quatrième commotion cérébrale en 18 mois, ayant manqué le reste (78 parties) de la saison 2015-2016 après un coup encaissé le 4 octobre 2015. En janvier 2017, les Sénateurs annoncent qu'il manquera le reste de la saison 2016-2017, mais il retourne néanmoins au jeu 3 mois plus tard, le 4 avril 2017 lors d'un match contre les Red Wings de Détroit.

## Statistiques

### En club
| Saison     | Équipe                    | Ligue        |     | Saison régulière | Saison régulière | Saison régulière | Saison régulière | Saison régulière |   | Séries éliminatoires | Séries éliminatoires | Séries éliminatoires | Séries éliminatoires | Séries éliminatoires |
| Saison     | Équipe                    | Ligue        | PJ  | B                | A                | Pts              | Pun              | PJ               | B | A                    | Pts                  | Pun                  |                      |                      |
| 2000-2001  | Warriors de Strathcona    | AMBHL        | 38  | 36               | 63               | 99               | 44               | -                | - | -                    | -                    | -                    |                      |                      |
| 2001-2002  | Thunder de Drayton Valley | AMHL         | 61  | 22               | 40               | 62               | 33               | -                | - | -                    | -                    | -                    |                      |                      |
| 2002-2003  | Tigers de Medicine Hat    | LHOu         | 70  | 23               | 52               | 75               | 104              | 11               | 3 | 6                    | 9                    | 8                    |                      |                      |
| 2003-2004  | Tigers de Medicine Hat    | LHOu         | 62  | 35               | 40               | 75               | 93               | 20               | 8 | 10                   | 18                   | 16                   |                      |                      |
| 2004-2005  | Tigers de Medicine Hat    | LHOu         | 58  | 30               | 44               | 74               | 100              | 13               | 3 | 8                    | 11                   | 18                   |                      |                      |
| 2004-2005  | Americans de Rochester    | LAH          | -   | -                | -                | -                | -                | 3                | 0 | 1                    | 1                    | 0                    |                      |                      |
| 2005-2006  | Americans de Rochester    | LAH          | 69  | 21               | 32               | 53               | 71               | -                | - | -                    | -                    | -                    |                      |                      |
| 2006-2007  | Americans de Rochester    | LAH          | 51  | 21               | 42               | 63               | 57               | 6                | 2 | 4                    | 6                    | 4                    |                      |                      |
| 2006-2007  | Sabres de Buffalo         | LNH          | 19  | 3                | 4                | 7                | 4                | -                | - | -                    | -                    | -                    |                      |                      |
| 2007-2008  | Americans de Rochester    | LAH          | 43  | 14               | 28               | 42               | 26               | -                | - | -                    | -                    | -                    |                      |                      |
| 2007-2008  | Sabres de Buffalo         | LNH          | 37  | 8                | 7                | 15               | 20               | -                | - | -                    | -                    | -                    |                      |                      |
| 2008-2009  | Sabres de Buffalo         | LNH          | 71  | 17               | 14               | 31               | 56               | -                | - | -                    | -                    | -                    |                      |                      |
| 2009-2010  | Sabres de Buffalo         | LNH          | 60  | 13               | 13               | 26               | 47               | -                | - | -                    | -                    | -                    |                      |                      |
| 2009-2010  | Thrashers d'Atlanta       | LNH          | 21  | 3                | 6                | 9                | 2                | -                | - | -                    | -                    | -                    |                      |                      |
| 2010-2011  | Maple Leafs de Toronto    | LNH          | 82  | 21               | 41               | 62               | 37               | -                | - | -                    | -                    | -                    |                      |                      |
| 2011-2012  | Maple Leafs de Toronto    | LNH          | 73  | 20               | 23               | 43               | 37               | -                | - | -                    | -                    | -                    |                      |                      |
| 2012-2013  | ETC Crimmitschau          | 2.bundesliga | 9   | 4                | 7                | 11               | 15               | -                | - | -                    | -                    | -                    |                      |                      |
| 2012-2013  | Maple Leafs de Toronto    | LNH          | 40  | 8                | 12               | 20               | 26               | 5                | 2 | 1                    | 3                    | 2                    |                      |                      |
| 2013-2014  | Sénateurs d'Ottawa        | LNH          | 79  | 24               | 31               | 55               | 78               | -                | - | -                    | -                    | -                    |                      |                      |
| 2014-2015  | Sénateurs d'Ottawa        | LNH          | 62  | 16               | 20               | 36               | 36               | 6                | 2 | 0                    | 2                    | 18                   |                      |                      |
| 2015-2016  | Sénateurs d'Ottawa        | LNH          | 4   | 0                | 0                | 0                | 0                | -                | - | -                    | -                    | -                    |                      |                      |
| 2016-2017  | Sénateurs d'Ottawa        | LNH          | 4   | 0                | 0                | 0                | 0                | 19               | 3 | 6                    | 9                    | 12                   |                      |                      |
| Totaux LNH | Totaux LNH                | Totaux LNH   | 552 | 133              | 171              | 304              | 343              | 30               | 7 | 7                    | 14                   | 32                   |                      |                      |

### En équipe nationale
| Année | Compétition                 |   | PJ | B | A | Pts | Pun           |  | Résultat |
| 2005  | Championnat du monde junior | 6 | 4  | 0 | 4 | 2   | Médaille d'or |  |          |

## Trophées et honneurs personnels
Ligue américaine de hockey
- 2007 : Sélectionné pour le Match des étoiles avec l'équipe Canada.
- 2008 : Sélectionné pour le Match des étoiles avec l'équipe Canada.